# Hyperolius kivuensis
Hyperolius kivuensis là một loài ếch thuộc họ Hyperoliidae. Loài này có ở Angola, Burundi, Cộng hòa Dân chủ Congo, Ethiopia, Kenya, Rwanda, Tanzania, Uganda, Zambia, có thể cả Mozambique, và có thể cả Sudan.
Môi trường sống tự nhiên của chúng là rừng khô nhiệt đới hoặc cận nhiệt đới, xavan ẩm, đồng cỏ nhiệt đới hoặc cận nhiệt đới vùng ngập nước hoặc lụt theo mùa, đầm nước ngọt, đầm nước ngọt có nước theo mùa, và các đồn điền. Nó không được IUCN xem là loài bị đe dọa.